# Julius Ros
Julius Marius Ros (Den Haag, 11 juni 1952) is een Nederlands illustrator en auteur.
Ros werkt onder andere als tekenaar voor de tijdschriften Okki, Bobo en Tina. Hij illustreerde daarnaast meerdere kinderboeken, waaronder de opnieuw uitgebrachte series van Pinkeltje en De Vijf. Voor Sesamstraat schreef hij een tiental gedichten over het varkentje Knorredikje, die werden uitgezonden van 1999-2001. Later maakte hij ook twee boekjes over haar. Ros is naast zijn tekenwerk ook actief als kunstschilder en beeldhouwer.